# Didakhé
Didakhé (ógörögül: Διδαχή, magyarul: Tanítás), bővebb címen: „Didakhé tón dódeka aposztolón” (A 12 apostol tanítása), korai keresztény irodalmi mű, a legrégibb ránk maradt egyházi rendtartás.

## Története
Feltehetőleg Szíriában keletkezett, de a kutatók megoszlanak a keletkezése ideje körül: egyesek szerint a 2. század első felében, 125–150 között keletkezett, mások szerint a 2. század végén, megint mások az 1. század végére teszik.
Az apostoli atyák írásainak gyűjteményébe szokás sorolni. Sokáig elveszettnek hitték, míg Brüenniosz Philotheosz nikomédiai metropolita Konstantinápolyban fel nem fedezte 1873-ban a görög szöveget egy XI. századi kódexben, azóta az ókeresztény irodalom legfontosabb alkotásai közt tartják számon. Később Latin, szír, kopt és etióp fordításban is előkerült. Magyarul legutóbb 1980-ban jelent meg (Vanyó László: Ókeresztény írók sorozat, 3. kötet, Apostoli atyák, 91–101. oldal).

## Szerkezete
Négy részből áll:
- 1. erkölcsi tanítás (1-6. fejezet): „A két út”, az élet és a halál
- 2. istentiszteleti előírások (7-10. fej.): keresztség, böjt, imádság, eucharisztia
- 3. fegyelmi előírások (11-15. fejezet), nevezetesen a vándorprédikátorok fogadásáról, az „Úrnapi gyűlésről”, a püspökök és diakónusok megválasztásáról
- 4. végső eszkatológia (16. fejezet), amely az apokaliptikus műfaj jellegzetes elemeit tartalmazza, mint például a megváltás, az idők vége, annak megpróbáltatásaival, a szükséges éberség a gonosz ellen és az Úr végső visszatérése „az ég felhőin” (Did 16,8).

## Tanítása
A pogányok közül megtértek gyülekezetéhez fordul, s filozófiai bevezetésében az Élet és a Halál útjaival a zsidó eretnekségek szellemében foglalkozik, (Közösség szabályzata), majd ismerteti a keresztény gyülekezetek szertartásait és a belső fegyelem követelményeit, valamint az egyház akkor még laza szervezetét. Befejezése a világvége közeledtére int. Stílusa közvetlen, nem úgy, mint későbbi, jelentősen bővített kiadásáé, a Didaszkáliáé.
A Didakhé központjában a hitélet és az egyházszervezet áll. A hitélet a beavató szentségekkel (keresztség) kezdődik, amelyet formailag hideg vagy meleg vízbe leborítással, vagy lehetőség hiányában a fej háromszori leöntésével kell végezni, "az Úr nevében". A megkereszteltek részt vehetnek a liturgiában, amely imádságokból és szentírásmagyarázatból, valamint "kenyértörésből" áll. Az "eucharisztia" Krisztus második eljövetelének elővételezése, az őskeresztények legnagyobb titka. Ehhez kapcsolódó több imát és/vagy anafórát is találunk a Didakhé szövegében. Az eucharisztia méltó vételét bűnbánat és böjt készíti elő. A püspökök és diakónusok legfontosabb feladata a liturgia végzése. Az egyházszervezet hierarchiája már kialakulóban van: az Egyház Krisztust jeleníti meg a világban, ennek alárendeltje a püspök, az ő alárendeltjei a "klerikus testület" többi tagjai, és alájuk tartoznak a hívek.

## Magyar nyelven
- A Didakhé magyarul
- Didakhé IN: Apostoli atyák, Szent István Társulat, Budapest, 1980, ISBN 963-360-371-4, 48–55. o. elektronikus elérés